# Nairobi
Nairobi er hovedstaden i Kenya og har 5.545.000 (2016) indbyggere. Navnet Nairobi kommer fra Maasai, Ewaso Nyirobi, og betyder "koldt vand". Byen er Afrikas fjerde største by efter Kairo, Lagos og Johannesburg. Nairobi er også administationsby for provinsen Nairobi.
Nairobi blev grundlagt i 1899 som en efterforsyningsstation for den ugandiske jernbane, som gik mellem Mombasa og Uganda. Byen blev helt ombygget tidligt i 1900-tallet efter et pest-udbrud og en større bybrand. Nairobi blev hovedstad i Britisk Østafrika i 1907 og kenyansk hovedstad efter selvstændigheden i 1963.

## Transport
Nairobi bliver betjent af 2 lufthavne, hvoraf den største er Jomo Kenyatta International Airport, der ligger i udkanten af Nairobi. Den anden lufthavn hedder Wilson Airport og ligger også i udkanten af byen, men er ikke så stor som Jomo Kenyatta og modtager derfor kun mindre fly.
Byen bliver også betjent af nogle omfartsveje Nairobi Bypasses.
- Northern Bypass mellem Limuru Road og Thika Road
- Southern Bypass mellem Kikuyu til Mombasa Road via Ngong Road
- Eastern Bypass mellem Mombasa Road og Ruiru-Kiambu Road

Ligeledes bliver Nairobi betjent af Nairobi Expressway der går fra Mlolongo forbi Jomo Kenyatta International Airport og til Westlands, og Thika Road (Thika Superhighway) der går mellem Nairobi og Thika.
Derudover går der tre hovedveje ud af Nairobi: Mombasa Road hovedvej A 109 går imod Jomo Kenyatta airport og Mombasa. Nairobi Road hovedvej A 104 går imod Nakuru og Kisumu og hovedvej A 2 går imod Moyale.

## Trivia
- Fra 1914 til 1931 drev Karen Blixen en kaffeplantage, der var beliggende ved bjerget Ngong. Huset og parken er der stadigvæk og ligger i et villakvarter i udkanten af Nairobi.

## Galleri
- Nairobis skyline i silhuet mod aftenhimlen.
- Et vue over det kenyanske parlament og en statue af Jomo Kenyatta.